# Hypogomphia
Hypogomphia és un gènere d'angiospermes pertanyent a la família de les lamiàcies. Herba natural de l'oeste d'Àsia, als desèrtics valls de l'Iran i Kazakhstan.

## Taxonomia
- Hypogomphia bucharica
- Hypogomphia purpurea
- Hypogomphia turkestana